# Barantes
Barantes (llamada oficialmente San Xoán de Barantes) es una parroquia española del municipio de Sober, en la provincia de Lugo, Galicia.

## Límites
Limita al norte con la parroquia de Figueiroá, al oeste con la de Bolmente, al este con la de Santiorjo y al sur con la de Caxide, en el municipio orensano de Parada de Sil, del que está separada por el río Sil.

## Organización territorial
La parroquia está formada por siete entidades de población, constando seis de ellas en el nomenclátor del Instituto Nacional de Estadística español:
- A Cal
- A Regueira
- Arriba (A Riba)
- Barantes de Abaixo
- Barantes de Arriba
- Lobio (O Lobio)
- Santa Marta

## Demografía
| Gráfica de evolución demográfica de Barantes entre 2000 y 2021 |
|                                                                |
| Datos según el nomenclátor publicado por el INE.               |